# Modal (textile)
Pour les articles homonymes, voir Modal.
Le modal est une fibre de viscose de la famille des « artificielles », fabriquée à partir de fibres de cellulose régénérée (bois essentiellement) et obtenue par filage. Sa section est ronde et lisse. 
Le modal est de la même famille que la viscose standard (rayonne pour les fils et Fibranne pour les fibres ) ; mais aussi du Cupro ou de la polynosique.
Ses caractéristiques principales sont : densité = 1,52 g/cm3, titre fines de 1,4 à 4,4 tex, de longueur comprise entre 32 et 60 mm ; taux de reprise (20 °C / HR 65 %) = 13 % (semblable à celui du coton de 78,5 à 12 %) ; bonne résistance globale aux produits chimiques (solvant, base ou acide) ; retrait à l'air sec et eau bouillante = négligeable => pas ou peu de rétrécissement.
Le modal peut être utilisé seul ou associé avec d'autres fibres (souvent du coton et/ou du lin ou de l'élasthanne).
Les textiles faits à partir de, ou contenant du modal, peuvent rester souples et doux même au bout de plusieurs lavages.
L'aspect du modal peut être brillant, mat ou coloré dans la masse. On retrouve ainsi le modal dans des articles tels que des serviettes, peignoirs de bain, sous-vêtements ou draps.
Lenzing Modal est une marque déposée de l'entreprise Lenzing AG (en), entreprise autrichienne spécialisée dans les fibres textiles et plus particulièrement dans les fibres de celluloses.